# Список лиц, подлежавших интернированию в августе 1991 года
Список лиц, подлежавших интернированию в августе 1991 года, включает «лидеров демократического движения» или «самых ярких деятелей перестройки», которых по приказу председателя КГБ В. А. Крючкова следовало задержать на неопределённый срок при введении чрезвычайного положения в городе Москве 19 августа 1991 года.
В 11.00 17 августа 1991 года основной организатор ГКЧП председатель КГБ СССР В. А. Крючков дал указание начальнику 7-го управления КГБ Евгению Расщепову вместе с начальником УКГБ по Москве и Московской области Виталием Прилуковым подготовить список влиятельных общественных деятелей, которых необходимо будет интернировать на время действия чрезвычайного положения:175. Предполагалось вести за ними наблюдение и провести возможное задержание на срок действия чрезвычайного положения. Этот список был подготовлен и отпечатан машинисткой КГБ в двух экземплярах, что она позднее подтвердила в своих показаниях следствию по делу о ГКЧП. Тогда же был издан приказ № 163 по КГБ СССР «О расширении прав руководящего состава органов государственной безопасности» от 17 августа 1991 года.
Утром 18 августа маршал Д. Т. Язов на заседании в министерстве обороны СССР распорядился подготовить в десантной части 54164 в пос. Медвежьи Озёра в Подмосковье помещения для интернированных лиц, которых туда будут доставлять сотрудники КГБ.

По показаниям Д. Т. Язова вечером 18 августа, 
когда все документы [ГКЧП] были подписаны, Крючков предложил интернировать некоторых лидеров демократического движения, сказав, что составлен список, в котором более десятка человек [в действительности — семь десятков].

— Тысячу надо — зашумел Павлов.
В квартиру Л. А. Пономарёва сотрудники КГБ приходили вечером 18 августа и выясняли, где находится хозяин, как считал сам Пономарёв, целью визита был его превентивный арест.
Полный список лиц, за которыми с 18 августа было установлено наружное наблюдение, а затем предполагалось задержание, приведён со ссылкой на материалы следственного дела в статье Т. А. Шениной, вдовы одного из организаторов ГКЧП О. А. Шенина. Несколько иной список опубликовала газета «Аргументы и Факты» в результате собственного независимого расследования. Он составлен со слов оперативных работников КГБ, которым во время путча было поручено установить наружное наблюдение за лицами, перечисленными в списке, и их семьями. Список «Аргументов и Фактов» составлен не в алфавитном порядке, он начинается с Г. И. Задонского и заканчивается Б. Н. Ельциным, в нём, как и в списке Шениной, 69 номеров, но номера № 22, 23 и 24 пропущены, а супруги Г. Я. и Б. В. Ракитские идут под одним 67 номером. Таким образом, он на два имени меньше, чем опубликованный Т. А. Шениной. Ряд имён, указанных с списке «Аргументов и Фактов», отсутствует в списке из следственного дела, что может объясняться разницей в источниках газеты и следователей. В спорных случаях соответствие историческим деятелям 1990-х годов приводится по словарю А. Василевского и В. Прибыловского «Кто есть кто в российской политике. 300 биографий», при этом учитывали инициалы персоналий, приведенные в других публикациях списка. Очевидные опечатки и ошибки прочтения машинописи нами исправлены. Некоторые персоналии остались не идентифицированными. Фамилии и инициалы лиц, включенные только в список, опубликованный Шениной, и отсутствующие в списке «Аргументов и Фактов», выделены жирным шрифтом:
1. Адамович А. М.
2. Аксючиц В. В.
3. Афанасьев Ю. Н.
4. Бакатин В. В.
5. Бурбулис Г. Э.
6. Бурлацкий Ф. М.
7. Белозерцев С. В.
8. Болдырев Ю. Ю.
9. Баткин Л. М.
10. Боксер В. О.
11. Волкогонов Д. А.
12. Гдлян Т. Х.
13. Григорьянц С. И.
14. Дюмаев[c]
15. Дектярёв[d]
16. Денисенко Б. А.
17. Ельцин Б. Н.
18. Заславский И. И.
19. Задонский Г. И.
20. Иванов В. А.
21. Калугин О. Д.
22. Коротич В. А.
23. Комчатов В. Ф.
24. Ковалев С. А.
25. Кирпичный[e]
26. Кузин В. В.
27. Кригер В. Ф.
28. Лужков Ю. М.
29. Любимов А. М.[f]
30. Любимов М.[g]
31. Музыкантский А. И.
32. Мурашев А. Н.
33. Новодворская
34. Оболенский А. М.
35. Полторанин М. Н.
36. Просёлков Н. В.
37. Попцов О. М.
38. Попов Г. Х.
39. Промахов Н. Г.[h]
40. Пономарев Л. А.
41. Рыжов Ю. А.
42. Руцкой А. В.
43. Ракитский Б. В.
44. Ракитская Г. Я.
45. Румянцев О. Г.
46. Сулакшин С. С.
47. Станкевич С. Б.
48. Сендеров
49. Скурлатов[i]
50. Травкин Н. И.
51. Тутов Н. Д.
52. Тимофеев Л. М.
53. Тарасов А. М.
54. Уражцев В. Г.
55. Убожко Л. Г.
56. Хасбулатов Р. И.
57. Черниченко Ю. Д.
58. Челноков М. Б.
59. Шейнис В. Л.
60. Шахрай С. М.
61. Шеварднадзе Э. А.
62. Шабад А. Е.
63. Шемаев Л. С.
64. Шнейдер М. Я.
65. Шаталин С. С.
66. Щекочихин Ю. П.
67. Яковлев Е. В.
68. Якунин Г. П.
69. Яковлев А. Н.

Только в списке «Аргументов и Фактов»
1. Миронов В. П.
2. Лысенко
3. Гуревич Л. Б.[j]

Только в показаниях В. П. Воротникова
1. Иванов Н. В.

В 5.01 19 августа В. А. Крючков приказал начальнику отдела 5-го Управления КГБ В. Ф. Лебедеву отправить командующему войсками Московского военного округа Н. В. Калинину чистые бланки распоряжений об административных арестах. 7.20 утра он же дал указание задержать некоторых лиц из перечисленных в списке. Согласно показаниям начальника Управления «3» КГБ генерал-майора В. П. Воротникова утром 19 августа В. Ф. Лебедев передал ему один экземпляр списка 75-76 человек и другой экземляр был передан его заместителю по управлению «3» Г. В. Добровольскому . В этом списке фамилии 18 человек — Уражцева, Гдляна, Просёлкова, Комчатова, Промахова, Калугина, Якунина, Шабада, Шейниса, Челнокова, Боксера, Иванова, Попцова, Полторанина, Бурбулиса, Убожко, Шемаева и Гуревича — были подчёркнуты. По команде руководства КГБ СССР в отношении них было необходимо применить меры административного воздействия, им же должны были закрыть выезд из СССР. Глеб Якунин рассказывал, что утром 19-го, увидев на лестничной клетке трёх подозрительных людей, позвонил в отделение милиции, к нему прислали наряд, который довёл Якунина до метро.
Генерал-майор Г. В. Добровольский руководил группой по задержанию Уражцева, Гдляна, Комчатова и Просёлкова. По данным В. В. Прибыловского и А. В. Василевского Уражцев был арестован в 8 часов утра 19 августа прямо у Белого дома, но через 4 часа освобождён по личному указанию Министра обороны СССР Дмитрия Язова. Другой источник сообщает, что Уражцева задержали возле здания СЭВ сотрудники КГБ, подъехавшие на двух черных «Волгах». В «Матросской Тишине» его принять отказались, после чего Уражцева доставили в штаб ВДВ к начальнику политотдела генералу-лейтенанту В. А. Полевику, на беседе в кабинете Полевика с 9.30 до 12.00 присутствовал начальник оперативного отдела подполковник КГБ. После этого разговора Уражцев был отпущен. По требованию Уражцева ему предоставили машину с шофером в десантной форме. «Я <…> воспользоваться случаем и посмотреть обставновку в городе. Ехали мы специально с нарушением всех правил дорожного движения. <… Милиционеры> нам даже честь отдавали».
Были арестованы народный депутат СССР Тельман Гдлян, бывший полковник ВВС Николай Просёлков и народный депутат РСФСР Владимир Комчатов.
По воспоминаниям Тельмана Гдляна его арестовали у него дома утром ещё во время завтрака 3 сотрудника КГБ и участковый милиционер. Ему было преъявлеено «Распоряжение» коменданта г. Москвы генерала-полковника Н. Калинина об административном аресте «гражданина Гдляна Тельмана Кореновича сроком на тридцать суток». Доводы о депутатской неприкосновенности не подействовали. На «Жигулях» кофейного цвета, номер «60-33 ММЗ», отвезли в расположение воздушно-десантной бригады в окрестностях Медвежьих озёр. Причём вначале привезли на военный спецобъект, где арестованного принять были не готовы (в окрестностях Медвежьих Озёр находится несколько военных объектов, в том числе Центр космической связи). Арестованного разместили в Ленинской комнате казармы. Здание было под усиленной охраной: на каждом этаже по 2 автоматчика, вокруг него ещё взвод. За приём арестованных отвечал полковник КГБ Г. П. Чайка. В зале казармы «стояли накрытые столы, уставленные приборами и тарелками с бутербродами с „заморской“ <кабачковой — ВП> икрой» человек на 60. При этом офицеры-десантники считали, что жилье подготовлено для семей высокопоставленных партийных и государственных работников Москвы, которые, как объяснили им сотрудники КГБ, «могли пострадать во время резни, намеченной на ближайшие дни демократами». Днём привезли бывшего полковника Н. В. Просёлкова в наручниках и в окровавленной рубашке. По словам Просёлкова, он был арестован дома, но он успел забаррикадироваться. И после того, как дверь высадили, схватил топор и, защищаясь, нанёс удар одному из сотрудников КГБ. Около 8 вечера привезли Комчатова. На следующий день арестованные слушали последние новости, передаваемые «Голосом Америки» и «Свободой», а когда один радиоприёмник отобрали, они через некоторое время смогли воспользоваться другим, который тайком принёс капитан ВДВ. К вечеру 20-го августа они узнали об Указе Бориса Ельцина об амнистии всем военным, готовым немедленно перейти на сторону российских властей. До утра вели переговоры с командиром части о немедленном освобождении. Рано утром он сообщил, что скоро прибудет полковник КГБ Чайка. Последний приехал шестом часу утра вдребезги пьяный. Около 7 часов утра 21 августа он освободил арестованных.
21 августа оба экземпляра списка лиц, подлежавших интернированию, были уничтожены сотрудниками КГБ. Однако в ходе расследования государственной комиссией деятельности КГБ список удалось восстановить.
Также была арестована Валерия Новодворская, но не в рамках намечавшихся репрессивных действий, а в мае 1991 года за подпись под открытым письмом по поводу Вильнюсских событий. Её арестовали в мае 1991 года вместе с другим членом «Демократического союза» Владимиром Даниловым и поместили в следственный изолятор КГБ Лефортово по обвинению по 70 статье УК РСФСР. Так Валерия Ильинична вспоминала обстановку в Лефортово в те дни:
Когда я пришла на допрос 19 августа, то застала в кабинете следователей сплошной сюр. Мой адвокат крутил в руках кастет, а следователи с совершенно загробными лицами крутили приемник и слушали «голоса», как завзятые подпольщики. «Государственный переворот», — пожаловались мне они. «Польется кровь, начнутся массовые репрессии. Чёрт нас дернул пойти на эту работу!» Адвокат ходил с кастетом к Белому дому, приносил новости. Я прямо в кабинете у следователей писала листовки и воззвания, и он их уносил на баррикады. Мы с ним уговаривали следователей пойти и арестовать Крючкова, обещая, что они займут его пост. Следователи говорили, что надо бы, но сомневались, не арестует ли Крючков их самих.

## Комментарии
1. ↑  Точное число лиц, подлежащих контролю с последующей изоляцией, неясно. Машинистка сообщила, что в списке было 68 фамилий[4]. В списке, опубликованном газетой "Аргументы и Факты" 69 при трёх по неясной причине пропущенных именах и, учитывая супругов Ракитских, как один общий номер. При этом Б. Н. Ельцин записан последним в списке под номером 69[5]. Зять Ельцина и бывший глава его администрации В.Б. Юмашев утверждает, что в списке было более 70 человек, «самых ярких деятелей перестройки», причём имя Ельцина стояло первым и кроме того в списке, якобы, значился мэр Санкт-Петербурга Анатолий Собчак[2], отсутствующий в списках, и приведенном в следственном деле, и по версии «АиФ». Однако по показаниям начальника Управления «3» КГБ генерал-майора В. П. Воротникова утром 19 августа он получил уже список на 75-76 человек[6].
2. ↑  Обилие характерных опечаток или ошибок прочтения в экземпляре, восходящем к следственному делу: Аксючис В. В.; Башкин Л. М.; Григорянц С. И.; Мурашов А. Н.; Примаков Н. Г.; Тарасов P. М.; Уражуев В. Г.; Уботко Л. Г.; Шабат А. Е.; Шемаев А. С., говорит о том, что, скорее всего, в распоряжении следователей был экземпляр копирки, а сам список, возможно, был продиктован машинистке.
3. ↑  Нельзя исключить, что это Кирилл Михайлович Дюмаев, бывший с 16 февраля 1992 по 17 декабря 1993 года зам. министра науки, высшей школы и технической политики в правительстве Егора Гайдара. В 1987 году он стал член-корреспондентом АН СССР, то есть в перестройку делал успешную научную карьеру. Сведения о его оппозиционной деятельности не обнаружены.
4. ↑  В списке "АиФ" Дегтярев[5].
5. ↑  Инициалы не указаны. Весьма вероятно, что в расшифровке машинописи ошибка, и речь идёт о Сергее Кирпичникове, районном депутате и главе оргкомитета Ассоциации депутатов города Москвы[13].
6. ↑  В списке "АиФ" Любимов В. Н. - там, возможно, имелся в виду Вячеслав Николаевич Любимов, в 1990-1993 годах  народный депутат РСФСР, член Совета Национальностей Верховного Совета РФ, в 1996—2004 годах губернатор Рязанской области.
7. ↑  По-видимому, в список попал отец журналиста А. М. Любимова, бывший сотрудник внешней разведки Михаил Петрович Любимов, хотя Любимов-старший итог событий августа 1991 года и Ельцинский курс реформ не принял.
8. ↑  В варианте из следственного дела фамилия звучит, как Примаков[10] (на одном сайтов высказано крайне маловероятное предположение, что речь могла идти о Е. М. Примакове[14]), однако в списке "АиФ" приведена фамилия Промахов[5]. Очевидно, что речь идёт о Николае Промахове в тот момент депутате Зеленоградского горсовета. То, что именно в списке "АиФ" написание фамилии правильное, подтверждают также и показания генерал-майора КГБ В. П. Воротникова[6].
9. ↑  Следует иметь в виду, что Валерий Иванович Скурлатов в 1990 году создавал в Прибалтике Комитеты национального спасения, целью которых было удержать прибалтийские республики в составе СССР. В августе 1991 года выступил в поддержку ГКЧП. В октябре 1991 года Российский народный фронт был переименован Скурлатовым в «Партию Возрождение», которая вошла в тесное сотрудничество с Фронтом национального спасения[15].
10. ↑  Также упоминается в показаниях В. П. Воротникова[6]. Однако при этом неясно, о каком именно Л. Б. Гуревиче идёт речь.  Леонид Борисович Гуревич, родившийся  3 апреля 1946 года в Оренбурге, был членом Верховного Совета РСФСР/РФ в 1990—1993 годах, состоял во фракции "Согласие ради прогреса", был членом Координационного совета блока "Демократическая Россия". Леонид Борисович Гуревич, родившийся 27 августа 1930 года в Москве, был одним из инициаторов создания Демократической платформы в КПСС, сопредседателем Московской организации Республиканской партии Российской федерации[16]
11. ↑  Сведения газеты «Аргументы и Факты» точно подтверждают время и дату данного В. А. Крючковым указания об аресте — 7.20 утра 19 августа 1991.[5].
12. ↑  Сведения о пострадавшем от рук Н. В. Просёлкова сотруднике КГБ отсутствуют в Обвинительном заключении по делу о ГКЧП, хотя там детально перечислены пострадавшие военнослужащие[4][10]. А сам рассказ об окровавленной рубашке Просёлкова полностью исчез в версии воспоминаний Т. Х. Гдляна, изложенной в его книге «Кремлёвское дело»[20]